# Allianz der Mitte
Die Allianz der Mitte (ADM) war eine sich selbst als „bürgerlich-konservativ“ beschreibende deutsche Kleinpartei, die in vier Bundesländern über Landesverbände verfügte. Die ADM fusionierte am 14. Januar 2012 mit der Deutschen Konservativen Partei.
Laut eigenem Rechenschaftsbericht hatte die ADM am 31. Dezember 2010 142 Mitglieder, am 31. Dezember 2011 noch 104 Mitglieder.

## Inhaltliches Profil
Erklärtes Ziel der ADM war die Sicherung des Sozialstaates für nachkommende Generationen und massiver Schuldenabbau der öffentlichen Hand. Einige Vorschläge dies zu erreichen waren: Reduzierung der Parlamente und der Anzahl der Bundesländer auf die Hälfte, Privatisierung der Sozialversicherungen mit Kapitaldeckung (wirklicher Eigentumsschutz durch das Grundgesetz), Begrenzung der Bürokratie durch Reduzierung des Beamtentums auf rein staatsrechtliche Aufgaben und Einführung von Verfallsdaten für Gesetze, Staatsanwaltliche Vollmacht für die Rechnungshöfe.
Die Partei forderte außerdem die Schaffung einer neuen Verfassung, da ihrer Meinung nach Deutschland seit 1948 keine habe.

## Geschichte
Die ADM wurde 2004 als Nachfolgerin der Rentnerinitiative 2004 in Baden-Württemberg gegründet. Demzufolge hatte die Rentenpolitik für die Partei einen hohen Stellenwert, die Rentnerinitiative wurde als Untergruppierung der Partei weitergeführt.
Die Allianz der Mitte hat sich aufgelöst und hat mit den Konservativen (Berlin, Vorsitzender Jochims) fusioniert.

## Wahlergebnisse
Bei der Landtagswahl in Baden-Württemberg am 26. März 2006 erzielte die ADM in 27 von insgesamt 70 Wahlkreisen 7.410 Stimmen oder 0,2 Prozent der gültigen Stimmen.
Der Wahlvorschlag der ADM wurde zur Europawahl in Deutschland 2009 nicht zugelassen. Zur Bundestagswahl 2009 wurde sie jedoch zugelassen und trat in Baden-Württemberg mit einer Landesliste an, während sie in Niedersachsen an fehlenden Unterstützungsunterschriften scheiterte. Sie erhielt 2.889 Zweitstimmen.